# Nemes Z. Márió
 Nemes Z. Márió (Ajka, 1982. október 29. –) magyar költő, kritikus, esztéta.

## Élete és munkássága
Gyerekkorát Nyárádon és Pápán töltötte. 2001-ben érettségizett a pápai Petőfi Sándor Gimnáziumban. 2001 és 2004 között az Eötvös Loránd Tudományegyetem Állam és Jogtudományi Karának jogász szakos hallgatója volt. 2003 és 2009 között az Eötvös Loránd Tudományegyetem Bölcsészettudományi Karának esztétika és filozófia szakos hallgatója volt, ahol 2009-ben szerzett diplomát. 2009 és 2012 között az Eötvös Loránd Tudományegyetem Bölcsészettudományi Karának Doktori Iskoláján végezte doktori tanulmányait. Az Esztétika és antropológia – Az antropológiai színrevitel mint esztétikai dehumanizáció című doktori disszertációját 2013-ban védte meg, ami ugyanebben az évben elnyerte a Magyar Filozófiai Társaság és a L'Harmattan Kiadó Cogito-díját.
Első verse a Parnasszus költészeti folyóiratban jelent meg 1999-ben, azóta publikál rendszeresen verseket, kritikákat, tanulmányokat különböző irodalmi és művészeti folyóiratokban. Írásait azóta többek között az Alföld, a Kalligram, az Élet és Irodalom, a Holmi, az Enigma, a Tiszatáj, a Prizma, a Műút, a Balkon, az Új Művészet, a Flash Art, a Magyar Narancs, az Ex Symposion, a Bárka, a Pannonhalmi Szemle, a Parnasszus és a Beszélő közölte. Alapító tagja volt 2005 és 2009 között a Telep Csoportnak, illetve egyik alapítója a 2013-ban indult Technologie und das Unheimliche című angol nyelvű kultúraelméleti fanzine-nak. 2004 óta tagja a Fiatal Írók Szövetségének, 2005 óta a József Attila Körnek, 2006 óta a Magyar PEN Clubnak és 2013 óta a Szépírók Társaságának.
Első verseskötete Alkalmi magyarázatok a húsról címmel látott napvilágot a József Attila Kör és a 'L'Harmattan Kiadó gondozásában a JAK-füzetek 144. köteteként. 2009-ben elnyerte a Móricz Zsigmond-ösztöndíjat. Második verseskötete Bauxit címmel 2010-ben jelent meg a Palimpszeszt és a Prae.hu kiadásában. 2011-ben Macsovszky Péter fordításában Ruka V Stene (Kéz a falban) címmel szlovák nyelvű verseskötete jelent meg a pozsonyi Ars poetica könyvkiadó gondozásában. 2012-ben megkapta a Nemzeti Kulturális Alap alkotói ösztöndíját. 2013 és 2014 között kilenc hónapot töltött posztdoktori kutatóként Berlinben DAAD-ösztöndíjjal. Harmadik verseskötete A hercegprímás elsírja magát címmel a Libri Kiadó gondozásában 2013-ban jelent meg. 2014-ben elnyerte a Nemzeti Kulturális Alap alkotói ösztöndíját, illetve Solitude-ösztöndíjat kapott, továbbá Horváth Péter irodalmi ösztöndíjra jelölték és A preparáció jegyében címmel megjelent első tanulmánykötete a József Attila Kör és a Prae.hu gondozásában a JAK-füzetek 189. köteteként. 2015-ben Sziveri János-díjat kapott. 2019-ben Hazai Attila Irodalmi Díjat kapott. 2020-ban Csáth Géza-díjat kapott.

## Önálló kötetei
- Alkalmi magyarázatok a húsról, versek, József Attila Kör, L'Harmattan, 2006
- Bauxit, versek, Prae.hu, 2010
- Ruka V Stene, versek szlovák nyelven, Ars Poetica, Pozsony, 2011
- A hercegprímás elsírja magát, versek, Libri, 2014
- A preparáció jegyében, tanulmányok, kritikák, esszék, József Attila Kör, Prae.hu, 2014
- Képalkotó elevenség. Esztétika és antropológia a humanitás határvidékén; ELTE BTK Filozófiai Intézete–L'Harmattan–Magyar Filozófiai Társaság, Bp., 2015 (Cogito könyvek)
- A jelen időzítése. Művészet és időtapasztalat; szerk. Nemes Z. Márió; Ferenczy Múzeumi Centrum, Szentendre, 2018
- Barokk femina; Jelenkor, Bp., 2019
- EKTOPLAZMA; Symposion Kiadó, Szabadka, 2020

## Díjak, ösztöndíjak
- 2009: Móricz Zsigmond-ösztöndíj
- 2011: Ernst Mach tudományos ösztöndíj
- 2012: Nemzeti Kulturális Alap alkotói ösztöndíja
- 2013: Cogito-díj
- 2013: DAAD-ösztöndíj
- 2014: Solitude-ösztöndíj
- 2014: Nemzeti Kulturális Alap alkotói ösztöndíja
- 2014: Horváth Péter irodalmi ösztöndíj (jelölés)
- 2015: Sziveri János-díj
- 2019: Hazai Attila Irodalmi Díj
- 2020: Csáth Géza-díj
- 2022: Baumgarten-emlékdíj

## Külső hivatkozások
- Nemes Z. Márió honlapja
- József Attila Kör
- Szépírók Társasága